# North American Soccer League
Die North American Soccer League (NASL) war eine professionelle Fußballliga in den Vereinigten Staaten von Amerika (USA) und Kanada. Sie wurde von 1968 bis 1984 betrieben.

## Geschichte
Im Jahr 1967 wurden in den Vereinigten Staaten zeitgleich zwei Männerfußball-Profiligen gegründet.
Zum einen die von der FIFA anerkannte United Soccer Association, die zwölf komplette Teams aus Europa und Südamerika rekrutierten, zum anderen die National Professional Soccer League, die nur aus zehn Teams bestand.
Beide Ligen wurden im Jahr 1968 in der North American Soccer League (NASL) zusammengeführt, die bis 1984 existierte.
Als bekanntester Club der Liga gilt New York Cosmos, zu dessen Spielen zeitweise mehr als 40.000 Zuschauer ins Stadion kamen. Ansonsten lagen die durchschnittlichen Besucherzahlen allerdings stets unter 15.000, weniger als heutzutage die Major League Soccer aufweisen kann.
Fußball (Soccer) hatte in Nordamerika nie den Stellenwert und Beliebtheit wie in Europa oder Südamerika. Man versuchte mit mäßigem Erfolg, mit auf die Gewohnheiten des amerikanischen Sportfans abgestimmten Regeln, den Fußball dem Publikum näher zu bringen. Die Liga führte 1973 mit Zustimmung der FIFA eine Abseitslinie ein, die rund 30 Meter vor den beiden Toren verlief, des Weiteren waren drei statt der damals von der FIFA vorgeschriebenen zwei Auswechslungen möglich. Die FIFA forderte 1981 die Abschaffung der beiden NASL-Sonderregeln und drohte mit Strafen. 1982 wurde die Abseitslinie abgeschafft. Die Tatsache, dass man vor allem Altstars aus Europa und Südamerika einkaufte und US-amerikanische Spieler kaum zum Zuge kamen, tat ihr Übriges.
Auch wenn die NASL ein Misserfolg war, so hat sie doch geholfen, Fußball einem breiteren Publikum bekannt zu machen. Mittlerweile ist die Sportart unter Kindern zum beliebtesten Mannschaftssport geworden.
Auch die MLS konnte auf den Erfahrungen der Vergangenheit aufbauen, obwohl anfangs einige Fehler wiederholt wurden, die aber mit der Zeit beseitigt wurden. Man baut nun spezielle Fußballstadien für die Teams, während man früher große American-Football-Arenen anmietete. Die Regeln entsprechen nun wieder dem Weltstandard, und der Import von Ex-Stars aus den großen Fußballnationen wurde reduziert.

## Ehemalige Vereine 1968–1984
- Atlanta Apollos (1968–1973, als Atlanta Chiefs von 1968–1972)
- Atlanta Chiefs (1978–1981, als Colorado Caribous 1978)
- Baltimore Bays (1968–1969)
- Boston Beacons (1968)
- Boston Minutemen (1974–1976)
- Calgary Boomers (1978–1981, als Memphis Rogues von 1978–1980)
- California Surf (1968–1981, als St. Louis Stars von 1968–1977)
- Chicago Mustangs (1968)
- Chicago Sting (1975–1984)
- Cleveland Stokers (1968)
- Dallas Tornado (1968–1981)
- Detroit Cougars (1968)
- Edmonton Drillers (1975–1982, als Hartford Centennials 1975–1976, als Connecticut Bicentennials 1977, als Oakland Stompers 1978)
- Houston Stars (1968)
- Houston Hurricane (1978–1980)
- Jacksonville Tea Men (1978–1982, als New England Tea Men 1978–1980)
- Kansas City Spurs (1968–1970)
- Los Angeles Wolves (1968)
- Los Angeles Aztecs (1974–1981)
- Minnesota Strikers (1970–1984, als Washington Darts 1970–1971, als Miami Gatos 1972, als Miami Toros 1973–1976, als Fort Lauderdale Strikers 1977–1983)
- Minnesota Kicks (1974–1981, als Denver Dynamo 1974–1975)
- Montreal Olympique (1971–1973)
- Montreal Manic (1978–1983, als Philadelphia Fury 1978–1980)
- New York Generals (1968)
- New York Cosmos (1971–1984)
- Oakland Clippers (1968)
- Philadelphia Atoms (1973–1976)
- Portland Timbers (1975–1982)
- Rochester Lancers (1970–1980)
- San Diego Toros (1968)
- San Diego Sockers (1974–1984, als Baltimore Comets 1974–1975, als San Diego Jaws 1976 und als Las Vegas Quicksilvers 1977)
- San José Earthquakes (1974–1984, als Golden Bay Earthquakes 1983–1984)
- Seattle Sounders (1974–1983)
- Tampa Bay Rowdies (1975–1984)
- Team America (1983)
- Toronto Falcons (1968)
- Toronto Blizzard (1971–1984, als Toronto Metros 1971–1974, als Toronto Metros-Croatia 1975–1978)
- Tulsa Roughnecks (1975–1984, als San Antonio Thunder 1975–1976, als Team Hawaii 1977)
- Vancouver Royals (1968)
- Vancouver Whitecaps (1974–1984)
- Washington Whips (1968)
- Washington Diplomats (1974–1980)
- Washington Diplomats (1978–1981, als Detroit Express 1978–1980)

## NASL-Finalsieger
| Jahr | Meister                | Zweiter                  | Top Scorer                            | Trainer                            |
| ---- | ---------------------- | ------------------------ | ------------------------------------- | ---------------------------------- |
| 1968 | Atlanta Chiefs         | San Diego Toros          | John Kowalik                          | Phil Woosnam                       |
| 1969 | Kansas City Spurs      | Atlanta Chiefs           | Kaizer Motaung                        | János Bédl                         |
| 1970 | Rochester Lancers      | Washington Darts         | Kirk Apostolidis                      | Alex Perolli                       |
| 1971 | Dallas Tornado         | Atlanta Chiefs           | Carlos Metidieri                      | Valdemar Rodrigues Martins "Oreco" |
| 1972 | New York Cosmos        | St. Louis Stars          | Randy Horton                          | Gordon Bradley                     |
| 1973 | Philadelphia Atoms     | Dallas Tornado           | Kyle Rote, Jr.                        | Al Miller                          |
| 1974 | Los Angeles Aztecs     | Miami Toros              | Paul Child                            | Doug McMillan                      |
| 1975 | Tampa Bay Rowdies      | Portland Timbers         | Steve David                           | Eddie Firmani                      |
| 1976 | Toronto Metros-Croatia | Minnesota Kicks          | Giorgio Chinaglia                     | Domagoj Kapetanovic                |
| 1977 | New York Cosmos        | Seattle Sounders         | Steve David                           | Eddie Firmani                      |
| 1978 | New York Cosmos        | Tampa Bay Rowdies        | Giorgio Chinaglia                     | Eddie Firmani                      |
| 1979 | Vancouver Whitecaps    | Tampa Bay Rowdies        | Óscar Fabbiani                        | Tony Waiters                       |
| 1980 | New York Cosmos        | Fort Lauderdale Strikers | Giorgio Chinaglia                     | Hennes Weisweiler                  |
| 1981 | Chicago Sting          | New York Cosmos          | Giorgio Chinaglia                     | Willy Roy                          |
| 1982 | New York Cosmos        | Seattle Sounders         | Giorgio Chinaglia Karl-Heinz Granitza | Julio Mazzei                       |
| 1983 | Tulsa Roughnecks       | Toronto Blizzard         | Roberto Cabañas                       | Terry Hennessey                    |
| 1984 | Chicago Sting          | Toronto Blizzard         | Steve Zungul                          | Willy Roy                          |

## NASL-Hallenfußball-Finalsieger
- 1980 Memphis Rogues
- 1981 Edmonton Drillers
- 1982 San Diego Sockers
- 1983 keine Spiele ausgetragen
- 1984 San Diego Sockers

## Wichtige Spieler der NASL
- Dick Advocaat
- Carlos Alberto
- Sam Allardyce
- Willie Anderson
- Adrian Alston
- Gordon Banks
- Peter Beardsley
- Franz Beckenbauer
- Colin Bell
- Clyde Best
- George Best
- Roberto Bettega
- Sam Bick
- Hubert Birkenmeier
- Vladislav Bogićević
- Peter Bonetti
- Ivan Buljan
- Giorgio Chinaglia
- Charlie Cooke
- Milan Čop
- Joe Corrigan
- Johan Cruyff
- Teófilo Cubillas
- Rick Davis
- Buzz Demling
- Mark Demling
- Kazimierz Deyna
- Andranik Eskandarian
- Eusébio
- Elías Figueroa
- Trevor Francis
- Jimmy Gabriel
- Archie Gemmill
- Franz Gerber
- Johnny Giles
- Karl-Heinz Granitza
- Bruce Grobbelaar
- Mark Hateley
- Alan Hudson
- Geoff Hurst
- Wim Jansen
- Helmut Kremers
- Ruud Krol
- Peter Lorimer
- Flemming Lund
- Francisco Marinho
- Rodney Marsh
- Arnie Mausser
- Peter McParland
- Bobby Moore
- Gerd Müller
- Glenn Myernick
- Johan Neeskens
- Jimmy Nicholl
- Peter Nogly
- Björn Nordqvist
- Peter Osgood
- Pelé
- Harry Redknapp
- Rob Rensenbrink
- Wim Rijsbergen
- Bruce Rioch
- Julio César Romero
- Hugo Sánchez
- Graeme Souness
- Arno Steffenhagen
- Alex Stepney
- Nobby Stiles
- Wolfgang Sühnholz
- Wim Suurbier
- Brian Talbot
- Colin Todd
- Klaus Toppmöller
- Jan van Beveren
- François Van Der Elst
- Vavá
- Roy Wegerle
- Peter Withe
- Gerd Zimmermann
- Slaviša Žungul

## Sonstiges
Eine Besonderheit der NASL, im Vergleich zum europäischen oder südamerikanischen Ligafußball, war wie bei anderen amerikanischen Sportarten, dass Teams nicht absteigen konnten. Ebenso gab es keine Aufsteiger. Im Vordergrund bei der Aufnahme in die privat organisierte Liga und dem Verbleib darin stand, ebenso wie bei der heutigen Major League Soccer, die Attraktivität und die Fanbasis einer jeweiligen Region sowie die zur Verfügung stehenden finanziellen Mittel. Die Meisterschaft wurde im Play-off-Modus entschieden. Unentschieden gab es nicht, solche Spiele wurden durch ein sogenanntes „Shoot-Out“ entschieden, das ähnlich dem Penalty-Schießen beim Eishockey ablief.